# Internazionali Femminili di Palermo 2020
Gli Internazionali Femminili di Palermo 2020, conosciuti anche come Palermo Ladies Open, sono stati un torneo femminile di tennis giocato sulla terra rossa. È stata la 28ª edizione del torneo, che fa parte della categoria International nell'ambito del WTA Tour 2020. Si sono giocati al Country Time Club di Palermo in Italia, dal 3 al 9 agosto 2020. È stato il primo torneo dopo la sospensione del tour a causa della pandemia di COVID-19.

## Partecipanti

### Teste di serie
| Nazionalità | Giocatrice             | Ranking* | Testa di serie |
| ----------- | ---------------------- | -------- | -------------- |
| Croazia     | Petra Martić           | 15       | 1              |
| Rep. Ceca   | Markéta Vondroušová    | 18       | 2              |
| Grecia      | Maria Sakkarī          | 20       | 3              |
| Estonia     | Anett Kontaveit        | 22       | 4              |
| Belgio      | Elise Mertens          | 23       | 5              |
| Croazia     | Donna Vekić            | 24       | 6              |
| Ucraina     | Dajana Jastrems'ka     | 25       | 7              |
| Russia      | Ekaterina Aleksandrova | 27       | 8              |

* Ranking al 27 luglio 2020.

### Altre partecipanti
Le seguenti giocatrici hanno ricevuto una wild card per il tabellone principale:
- Elisabetta Cocciaretto
- Sara Errani

Le seguenti giocatrici sono passate dalle qualificazioni:

- Kaja Juvan
- Nadia Podoroska
- Ljudmila Samsonova
- Aljaksandra Sasnovič

La seguente giocatrice è entrata in tabellone come lucky loser:
- Océane Dodin

### Ritiri
Prima del torneo
- Paula Badosa → sostituita da  Océane Dodin
- Anna Blinkova → sostituita da  Camila Giorgi
- Johanna Konta → sostituita da  Tamara Zidanšek
- Veronika Kudermetova → sostituita da  Sorana Cîrstea
- Svetlana Kuznecova → sostituita da  Arantxa Rus
- Karolína Muchová → sostituita da  Sara Sorribes Tormo
- Jeļena Ostapenko → sostituita da  Patricia Maria Tig
- Anastasija Sevastova → sostituita da  Kirsten Flipkens
- Iga Świątek → sostituita da  Irina-Camelia Begu

## Punti e montepremi
| Torneo    | Torneo              | V      | F      | SF    | QF    | 2T    | 1T    | Q  | Q3  | Q2  | Q1  |
| Singolare | Punti               | 280    | 180    | 110   | 60    | 30    | 1     | 18 | 14  | 10  | 1   |
| Singolare | Premi in denaro (€) | 20.161 | 11.290 | 6.480 | 4.032 | 2.540 | 1.855 | –  | 871 | 758 | 645 |
| Doppio    | Punti               | 280    | 180    | 110   | 60    | –     | 1     | –  | –   | –   | –   |
| Doppio    | Premi in denaro (€) | 7.258  | 4.032  | 2.605 | 1.597 | –     | 1.226 | –  | –   | –   | –   |

## Campionesse

### Singolare
Fiona Ferro ha sconfitto in finale  Anett Kontaveit con il punteggio di 6-2, 7-5.
- È il secondo titolo in carriera per Ferro, primo della stagione.

### Doppio
Arantxa Rus /  Tamara Zidanšek hanno sconfitto in finale  Elisabetta Cocciaretto /  Martina Trevisan con il punteggio di 7-5, 7-5.